# Yttre-Småvattnet (Byske socken, Västerbotten)
Yttre-Småvattnet är en sjö i Skellefteå kommun i Västerbotten och ingår i Byskeälvens huvudavrinningsområde. Sjöns area är 0,019 kvadratkilometer och den befinner sig 172 meter över havet.